# Naomi Awards
Pour les articles homonymes, voir Naomi.
Les Naomi Awards (« récompenses Naomi ») sont attribuées à des contributions remarquablement mauvaises dans le domaine musical.
Cette parodie des Brit Awards est diffusée sur la chaîne musicale Music Choice. 
Ce prix est ainsi nommé, en référence au mannequin Naomi Campbell, qui sortit en 1994 un single intitulé « Love and Tears », considéré par les organisateurs de cette récompense comme une tentative musicale particulièrement ratée et représentative du type de musique éligible à cette distinction.